# شهرستان قزل‌قوغه
شهرستان قزل‌قوغه (به قزاقی: Қызылқоға ауданы، قىزىلقوعا اۋدانى) یکی از شهرستان‌های استان آتیراو در کشور قزاقستان است. این شهرستان ۳۱۲۴۴ نفر جمعیت دارد.